# Sean Ali Stone
Sean Ali Stone (* 29. prosince 1984, New York City, USA) je americký filmový režisér, producent, kameraman, scenárista a herec. Je synem režiséra Olivera Stonea. V roce 2012 přestoupil na islám a přijal jméno Ali.